# Микенска уметност
Микенска уметност се развијала на југоисточној обали Грчке, истовремено са Критском културом нових палата. Центар Микенске цивилизације био је у граду Микени на северном Пелопонезу, одакле су Микенци почели колонизацију грчких острва и унутрашњости, делова малоазијске Сицилије. После уништења Кнососа и минојске цивилизације, Микена је постала највећа трговачка и војна сила на Егејском мору. Због изузетне важности ове културе, период грчке историје између 1600. и 1100. године п. н. е. назива се Микенском.

## Архитектура
После 1300. п. н. е. настаје интензивна градитељска активност у Микени и њеним колонијама. Они су око својих градова и палата подизали снажне одбрамбене бедеме од великих, грубо тесаних камених блокова зиданих без малтера. Ови бедеми су својом импозантном дебљином (од 7 до невероватних 17 m) до те мере импресионирали старе Грке да су их у каснијим временима назвали киклопским. Веровали су да су их подигли једнооки дивови Киклопи. Најпознатији остатак таквих бедема је Лавља капија.
Централни мотив микенских палата је била краљевска дворана за аудијенције, тзв. мегарон - правоугаона дворана са округлим огњиштем у средини. Из мегарона се касније развио грчки храм. Нема монументалних скулптура, али има пуно савршено израђених предмета ситне пластике - накита, оруђа, посуђа. Можда је ова уметност само декаденција Минојске уметности, исти су облици и колорит, али су облици тврђи.
Лавља капија (око 1250. п. н. е.) је капија у сачуваном фрагменту киклопског бедема. Изнад надвратника зид је направљен у виду троугласте конструкције, чиме се олакшава притисак од зида изнад. То ингениозно решење је заменило лук, који Микенци нису познавали. (Сличан принцип су користили и стари Египћани). Унутар те конструкције смештен је необичан камени рељеф са лавовима, који подсећа на чуваре врата у асирској архитектури. 
Скромни гробови из периода 2000. п. н. е. дали су само нешто једноставне грнчарије и понеки комад бронзаног оружја. Око 1600. године п. н. е. јављају се дубоке гробнице у виду окна, а мало касније и коничне камене коморе – кошнице нпр. Атрејева ризница. У њима је нађено веома много предмета за личну употребу: посуде за пиће, накит, оружје, маске и сл. добрим делом златних и изврсно занатски израђених. Иако нису нађене претпоставља се да је постојала богата декоративна шема зидних слика и пластичних орнамената у краљевској дворани за аудијенције.
Атрејева ризница је заправо погрешан назив за Атрејеву гробницу, која се налази изван палате и усечена је у падину брега. Улаз, дромос, био је дугачак 35 m, такође усечен у брег. Између ходника и гроба налазила су се врата, која су била оивичена орнаментованим стубовима, који су слични стубовима у критским палатама, изнад којих се налазио архитрав, а са стране су се налазиле представе два лава. Простор је украшен розетама, спиралним орнаментом и црвеним порфиром. Унутрашњост ризнице је била подељена на две просторије, од којих је већа служила култу, а у мањој је смештен покојник.
Грађевина је још током старог века била похарана.
Сличност између Микене и Крита огледа се у непостојању сакралних објеката. Изгледа да су и Микенци одржавали обреде на отвореном или малим олтарима у склопу палата. Најближе религијској теми јесте мала групна фигура „Три божанства“

## Сликарство
Сликарство очигледно вуче корене из минојског сликарства, али постоје битне разлике. Поново се појављује геометризација, која је била присутна у ранијим периодима, цртеж је оштар а фигура спутанија. Мотив и садржај слика и композиција узиман је из живота, приказане су забаве и игре младих, лов, вежбе акробата, игре са биковима... Женски лик представљен је слично као у критском сликарству, у дугачким, звонастим, богато орнаментисаним сукњама, обнажених груди. Ликови су приказани у профилу, а око - en face.
Најзначајнија дела су:
- Жена носи плочу, Тиринис

Фреска осликана чврстом континуираном линијом. Жена носи кариране панталоне. Фигура је спутана, запета. Приказана је фронтално са покушајем скраћења.
- Ваза ратника, 1300. п. н. е.

Сачуван је само фрагмент, који приказује ратнике у поворци.

## Рељеф
Рељеф се такође јако ослања на минојско наслеђе, али су Микенци радили првенствено у камену. Вештина уметника ове епохе огледа се и на изузетним рељефима на златним посудама, попут рада на Пехарима из Вафија (1400. п. н. е.). Један представља човека који покушава да ухвати бика мрежом и да га припитоми, а други припитомљеног бика. Рађени су техником искуцавања у злату. Јака је сличност фигура онима са минојске вазе жетелаца, а бика са фреске са тореадором. Тема је оригинално микенска - Минојци нису приказивали толико свакодневне догађаје.

## Вајарство
Микенски уметници нису обраћали велику пажњу на округлу пластику, јер је целокупно схватање живота било више усмерено ка лепоти боје него структуре. Уметници су правили шематизоване теракоте, које најчешће приказују адорнате.
Најзначајнија дела:
- Три божанства (1550. – 1400. п. н. е.), од слоноваче, приказ су две женске фигуре и детета. Суптилност фигуре, неусиљеност покрета и израза доводи је у везу са минојским фрескама. Јавља нежна игра покрета и присно људско осећање, који немају паралеле у једној ранијој уметности.
- Златна маска из Требевиша, 6. п. н. е. нађена је у Микени, у гробници Атрида. То је посмртна маска израђена од златног лима, који је пресован на лицу покојника. Маска подсећа на посмртне маске египатских фараона.